# Hogeland

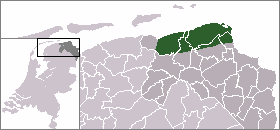
Hogeland

Das Hogeland, auch Hoogeland geschrieben, ist ein küstennaher Landstrich im Norden der Provinz Groningen in den Niederlanden.
Das Gebiet wurde am 1. Januar 2019 auch zu einem politischen Gebilde. Die Groß-Gemeinde Het Hogeland umfasst die Gemeinden De Marne mit Bedum, Winsum sowie Eemsmond.
Es handelt sich um ein lehmreiches Gebiet, das von charakteristischen Warftdörfern und großen Ackerbauregionen geprägt ist. Der Name Hogeland (deutsch Hochland) verweist auf die, im Vergleich zum umliegenden Gebieten, leicht erhöhte Lage des Landstreifens.

## Lage und Entstehung
Der Kern des Hogelands wird von einer ehemaligen Halbinsel gebildet, welche sich über die Jahrhunderte durch Schorren und der Verlandung der Mündungen der Flüsse Hunze und der nicht mehr existierenden Fivel vergrößerte. Entlang der Küste wurden zudem große Bereiche eingepoldert. Das Hogeland ist überwiegend eine landwirtschaftliche Fläche mit fruchtbaren, sandigen Lehmboden, gewundenen Straßen und verwinkelten Wasserläufen, von denen einige im Dialekt Gronings „Maare“ genannt werden. Ab der Mitte in Richtung Süden erstreckt sich ein tief liegendes und offenes Grasland mit schweren Lehmböden und breit gestreuter Besiedelung, das bis in Region Centrale Woldstreek, einem Gebiet, im Nordosten an das Stadtgebiet Groningen grenzend, übergeht. Diese tiefer als das Hogeland gelegene Region wird allgemein nicht mehr zu diesem gezählt und stattdessen unter dem Namen Lageland oder Centrale Woldgebied geführt.
Die nicht eingedeichten Salzwiesen und Wattflächen sind Teil der Salzwasser-Gezeitenlandschaft des Wattenmeeres. Sie bilden ein Naturschutzgebiet und sind seit 2009 Teil des UNESCO – Weltkulturerbe Wattenmeer.
Das Hogeland erstreckt sich über das Gebiet der Gemeinde Het Hogeland und in Teilen der Gemeinde Eemsdelta. Einige bekannte Orte hieraus sind Warfhuizen, Kloosterburen, Pieterburen, Leens, Ulrum, Baflo, Oudeschip, Spijk, Zeerijp, Uithuizen, Uithuizermeeden und Warffum und die Dörfer Eenrum, Mensingeweer, Westernieland und Wehe-den Hoorn.
Viele Dörfer wurden im Laufe der Jahrhunderte entlang des alten mittelalterlichen Deichs angelegt und werden heute durch den N363 (Winsum – Spijk) verbunden, welcher den Verlauf des alten Deichs und frühen Siedlungsgebiete gut veranschaulicht.

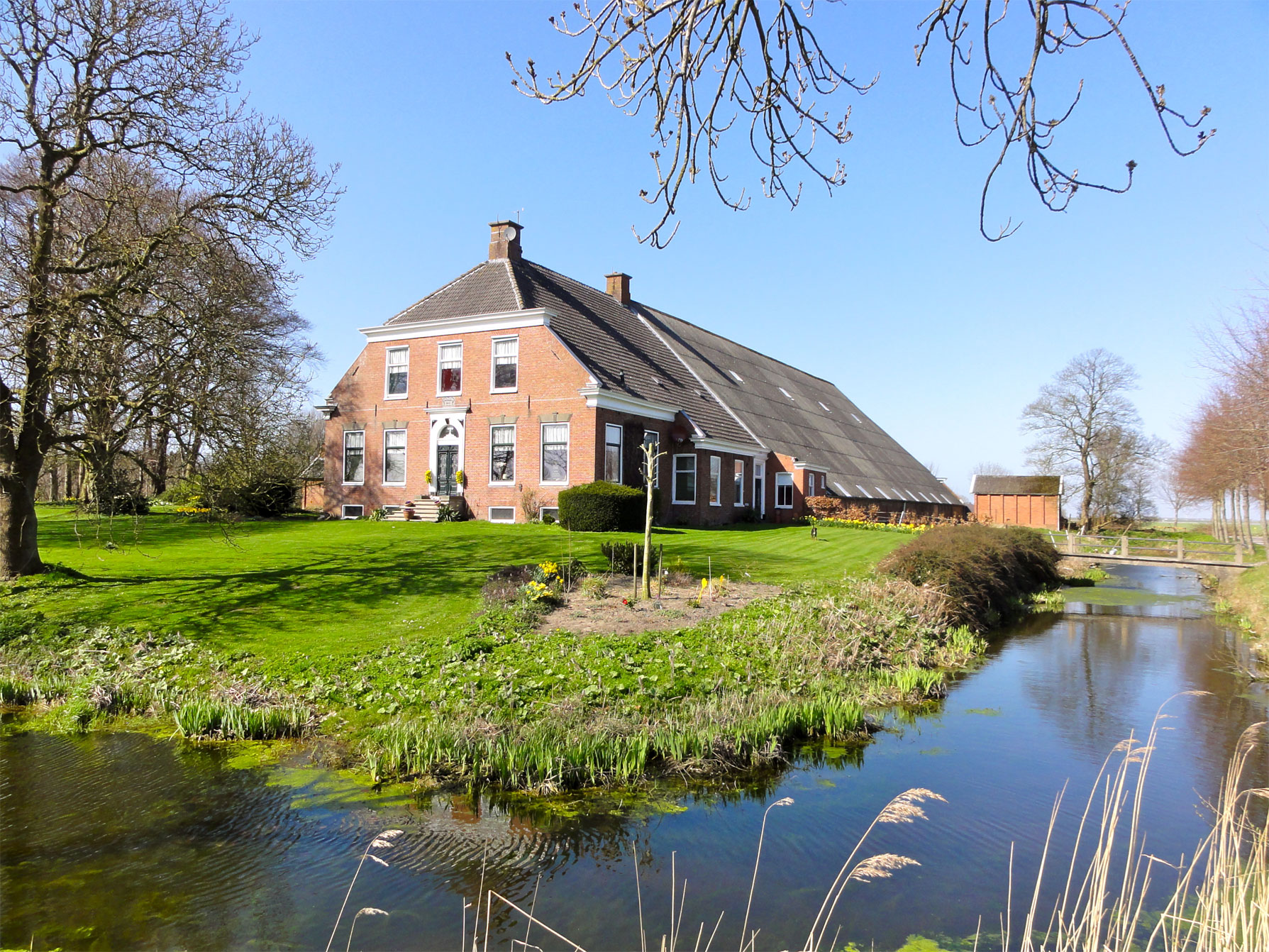
Bauernhof bei Uithuizen

## Wirtschaft
Das Hogeland ist heute primär landwirtschaftlich geprägt. Früher wurde aber auch Torf gewonnen oder Ziegel produziert.
Der schwere Ton entlang der Flüsse Winsumerdiep und Delthe war besonders geeignet für Ziegelherstellung. Während durch die Tide und Fluten die gröberen Sedimentpartikel und Sande des Meeres sich auf die Salzwiesen ablagerten und dort das höhere Land bildeten, wurden die feineren Bestandteile der Tonsedimente ins tiefer gelegene Hinterland getragen. Der hohe Eisengehalt des Bodens, durch den Zustrom von Wasser aus dem Torfgebiet Woldstreken, sorgte für die typische rote Farbe. Als Energielieferant für das Brennen der Ziegel diente der Torf aus dem nahen Moor. Die ersten Steine wurden für den Bau von Kirchen und Steinhäusern (Burgen) in Feldbrandöfen gebacken und verwandt. Ab dem sechzehnten Jahrhundert entstanden dann industrielle Ziegeleien.
Das neunzehnte und frühe zwanzigste Jahrhundert war das goldene Zeitalter für die Groninger Ziegelindustrie. Große Mengen von Ton wurden gewonnen und zu Ziegeln, Fliesen und Abflussrohren verarbeitet. Jedoch gelang es im Laufe des 20. Jahrhunderts, trotz Einführung neuer Technologien, nicht mehr gegenüber ausländischen Anbietern weiter konkurrenzfähig zu bleiben und die Ziegelherstellung der Provinz Groningen kam zum Erliegen. Entlang der Winsumerdiep und Rottum kann man noch einige Überreste dieser Ziegeleien finden.
Im Hogeland gab es bis ins 20. Jahrhundert hinein eine historisch gewachsene Klassenteilung zwischen Großgrundbesitzern und Kleinbauern, bzw. Landarbeitern. Im 19. und 20. Jahrhundert kam es in diesem sozialen Spannungsfeld gelegentlich zu Streiks und bewaffneten Auseinandersetzungen. Aus diesem Grund wurde an verschiedenen Orten im Norden der Provinz Groningen Abteilungen der Koninklijke Marechaussee (niederländische Form der Gendarmerie) stationiert.

## Das Hogeland in der Kunst
Der international beachtete Spielfilm De Poolse Bruid (Die polnische Braut) wurde u. a. nördlich des Dorfes Ulrum aufgenommen und soll, neben der Handlung über eine, nach Verfolgung bei einem Bauern des Hogelands Zuflucht suchende, polnische Prostituierte, auch eine filmische Bekenntnis an diese Region sein.
In diesem Film, wie auch in seinen Auftritten und Tonträgerveröffentlichungen, singt der in Warffum geborene und weit über die Provinz Groningen hinaus bekannte Mundartsänger Ede Staal (1941–1986) ausführlich über „mijn Hogeland“ und dessen Bewohner.

## Bildung
In Warffum befindet sich das Freilichtmuseum Openluchtmuseum Het Hoogeland.
Die mittleren berufsvorbereitenden Schulen (in ihren niederländischen abgekürzten Bezeichnungen vmbo, havo und vwo), mit Schulgebäuden in Warffum, Uithuizen und Wehe-den Hoorn, nennen sich Het Hogeland College.